# Division One (1893/1894)
Division One (1893/94) – był to 4. w historii sezon szkockiej pierwszej klasy rozgrywkowej w piłce nożnej. Sezon rozpoczął się 12 sierpnia 1893, a zakończył się 2 maja 1894. Brało w niej udział 10 zespołów, które grały ze sobą systemem „każdy z każdym”. Tytuł mistrzowski obronił Celtic, dla którego był to drugi tytuł w historii klubu. Koronę króla strzelców zdobył Sandy McMahon, który strzelił 16 bramek.

## Zasady rozgrywek
W rozgrywkach brało udział 10 drużyn, walczących o tytuł mistrza Szkocji w piłce nożnej. Każda z drużyn rozegrała po 2 mecze ze wszystkimi przeciwnikami (razem 18 spotkania).

## Drużyny
| Uczestnicy poprzedniej edycji                                                                                 | Uczestnicy poprzedniej edycji | Uczestnicy poprzedniej edycji | Uczestnicy poprzedniej edycji |
| --- | ----------------------------- | ----------------------------- | ----------------------------- |
| CEL | Celtic                        | 1                             |                               |
| RAN | Rangers                       | 2                             |                               |
| STM | St. Mirren                    | 3                             |                               |
| THL | Third Lanark                  | 4                             |                               |
| HRT | Heart of Midlothian           | 5                             |                               |
| DUM | Dumbarton                     | 6                             |                               |
| LEI | Leith Athletic                | 7                             |                               |
| REN | Renton                        | 8                             |                               |
| |                               |                               |                               |
| BER | St Bernard’s                  |                               |                               |
| DNE | Dundee                        |                               |                               |
| Oznaczenia: - kolumna pierwsza – skróty nazw drużyn, - kolumna trzecia – miejsce zajęte w poprzednim sezonie. |                               |                               |                               |

## Stadiony
| Miasto    | Stadion            | Klub                |
| --------- | ------------------ | ------------------- |
| Dumbarton | Boghead Park       | Dumbarton           |
| Dundee    | Dens Park          | Dundee              |
| Edynburg  | Tynecastle Stadium | Heart of Midlothian |
| Edynburg  | Powderhall Stadium | St Bernard’s        |
| Glasgow   | Celtic Park        | Celtic              |
| Glasgow   | Ibrox Park         | Rangers             |
| Glasgow   | Cathkin Park       | Third Lanark        |
| Leith     | Beechwood Park     | Leith Athletic      |
| Paisley   | Westmarch          | St. Mirren          |
| Renton    | Tontine Park       | Renton              |

## Tabela końcowa
| Lp. | Drużyna             | M  | Z  | R | P  | Bramki | Bramki | Różn. | Pkt | Uwagi                    |
| --- | ------------------- | -- | -- | - | -- | ------ | ------ | ----- | --- | ------------------------ |
| 1   | Celtic (M)          | 18 | 14 | 1 | 3  | 53     | 32     | +21   | 29  |                          |
| 2   | Heart of Midlothian | 18 | 11 | 4 | 3  | 46     | 32     | +14   | 26  |                          |
| 3   | St Bernard’s        | 18 | 11 | 1 | 6  | 53     | 39     | +14   | 23  |                          |
| 4   | Rangers (P)         | 18 | 8  | 4 | 6  | 44     | 30     | +14   | 20  |                          |
| 5   | Dumbarton           | 18 | 7  | 5 | 6  | 32     | 35     | −3    | 19  |                          |
| 6   | St. Mirren          | 18 | 7  | 3 | 8  | 49     | 47     | +2    | 17  |                          |
| 7   | Third Lanark        | 18 | 7  | 3 | 8  | 38     | 44     | −6    | 17  |                          |
| 8   | Dundee              | 18 | 6  | 3 | 9  | 47     | 59     | −12   | 15  |                          |
| 9   | Leith Athletic      | 18 | 4  | 2 | 12 | 36     | 46     | −10   | 10  |                          |
| 10  | Renton (S)          | 18 | 1  | 2 | 15 | 23     | 57     | −34   | 4   | Spadek do First Division |

## Wyniki
| Gospodarz \ Gość    | CEL | DUM | DNE  | HRT | LEI | RAN | REN | BER | STM | THL |
| Celtic              |     | 0:0 | 3:1  | 2:3 | 4:1 | 3:2 | 3:2 | 5:2 | 5:1 | 5:0 |
| Dumbarton           | 4:5 |     | 1:1  | 2:2 | 3:1 | 2:0 | 2:0 | 1:5 | 3:3 | 2:1 |
| Dundee              | 1:4 | 4:0 |      | 2:5 | 4:3 | 3:3 | 8:1 | 1:3 | 0:3 | 1:1 |
| Heart of Midlothian | 2:4 | 2:1 | 3:0  |     | 0:2 | 4:2 | 5:1 | 2:4 | 1:1 | 2:2 |
| Leith Athletic      | 5:0 | 2:4 | 3:5  | 2:2 |     | 2:2 | 2:1 | 4:2 | 2:5 | 2:3 |
| Rangers             | 5:0 | 4:0 | 7:2  | 1:2 | 1:0 |     | 5:3 | 1:2 | 5:0 | 0:3 |
| Renton              | 0:3 | 1:1 | 2:3  | 2:3 | 2:1 | 1:2 |     | 0:1 | 0:4 | 0:3 |
| St Bernard’s        | 1:2 | 2:1 | 3:5  | 1:2 | 3:2 | 0:0 | 4:2 |     | 8:3 | 6:2 |
| St. Mirren          | 1:2 | 1:2 | 10:3 | 2:3 | 3:1 | 2:2 | 4:2 | 1:3 |     | 4:2 |
| Third Lanark        | 1:3 | 1:3 | 4:3  | 1:3 | 2:1 | 1:2 | 3:3 | 5:3 | 3:1 |     |

Źródło: SPFL.co.uk
Objaśnienia:
1Drużyna gospodarzy jest wymieniona po lewej stronie tabeli.
Kolory: zielony – zwycięstwo gospodarzy, żółty – remis, różowy – zwycięstwo gości.